# Рики и Флэш
«Ри́ки и Флэш» (англ. Ricki and the Flash) — американская музыкальная трагикомедия 2015 года режиссёра Джонатана Демми по сценарию Диабло Коди. Главные роли исполнили Мерил Стрип, Кевин Клайн и Мэми Гаммер. Сюжет повествует о стареющей рок-звезде, которая отказалась от семьи ради построения карьеры, однако позже получившей шанс всё исправить.
Для Стрип этот фильм стал третьим совместным проектом как с Гаммер («Ревность», «Вечер»), так и с Клайном («Выбор Софи», «Компаньоны»). Последняя режиссёрская киноработа Джонатана Демми перед его смертью в апреле 2017 года.
Мировая премьера состоялась 3 августа 2015 года в Нью-Йорке. Фильм был выпущен в кинотеатральный прокат США 7 августа 2015 года.

## Сюжет
Линда Бруммел — стареющая рок-звезда, выступающая в группе «Флэш» под псевдонимом Рики Рендаццо вместе с гитаристом Грегом, с которым она в отношениях, и другими музыкантами. В молодости она реализовала свою мечту стать известной певицей путём отказа от своей семьи. Спустя время выступления группы проходят лишь в небольшом калифорнийском баре, а в свободное время Рики вынужденно подрабатывает кассиром.
Однажды с Рики связывается бывший муж Пит, предложивший ей приехать в Индианаполис и помочь их общей дочери Джули, переживающей развод. Джули находится в депрессии после недавней попытки самоубийства. Несмотря на то, что Рики на мели, она находит необходимую сумму денег и приезжает в Индианаполис. При первой встрече Джули проявляет враждебность к Рики, однако позже они примиряются, и мать помогает дочери восстанавливаться после развода. Затем Рики пытается наладить отношения со своими сыновьями Джошуа и Адамом. Джошуа собирается жениться, не пригласив мать на свадьбу, а Адам открыто признаётся в гомосексуальной ориентации.
К Питу после отъезда возвращается его вторая жена Морин, которая ухаживала за больным отцом. Она упрекает Рики за то, что та не находилась с детьми, когда они нуждались в ней, в то время как Морин постоянно была рядом с ними. Пристыженная, Рики возвращается к своей группе в Калифорнию. Она ссорится с Грегом, но тот говорит Рики, что ему не всё равно на её ситуацию, и они занимаются любовью. Морин посылает Рики приглашение на свадьбу Джошуа, однако она не может поехать из-за отсутствия денег. Неожиданно для неё Грег добывает билеты, продав свою лучшую гитару.
Рики прибывает на свадьбу, где воссоединяется с семьёй. Она произносит тост за жениха и невесту, а также благодарит Морин за заботу о детях. В качестве подарка для молодожёнов она выступает на сцене со своей группой. Джошуа и его невеста начинают свадебный танец, после чего к ним присоединяются остальные гости.

## В ролях
| Актёр           | Роль                                                    |
| --------------- | ------------------------------------------------------- |
| Мерил Стрип     | Линда Бруммел / Рики Рендаццо, рок-певица группы «Флэш» |
| Кевин Клайн     | Пит, бывший муж Рики                                    |
| Мэми Гаммер     | Джули, дочь Рики                                        |
| Себастиан Стэн  | Джошуа, сын Рики                                        |
| Ник Вестрейт    | Адам, сын Рики                                          |
| Одра Макдональд | Морин, вторая жена Пита                                 |
| Рик Спрингфилд  | Грег, гитарист группы «Флэш»                            |
| Бен Платт       | Дэниел, бармен в клубе                                  |

## Производство
В марте 2014 года стало известно о новом проекте, режиссёром которого был назначен Джонатан Демми. Продюсерами фильма стали Марк Платт и Мэйсон Новик, а сценаристкой — Диабло Коди. По словам Коди, она частично взяла за основу сценария карьеру своей свекрови, которая была фронтменом барной группы из Нью-Джерси. Коди заявила: «Я так много раз наблюдала за ней на сцене и думала про себя: „Жизнь этой женщины — это кино“». На право финансирования и распространения фильма претендовали студии Universal Pictures, The Weinstein Company и 20th Century Fox, однако победу в итоге одержала компания TriStar Pictures.
25 марта 2014 года было объявлено, что Мерил Стрип получила главную роль стареющей рок-звезды, отказавшейся от своей семьи в молодости ради славы и богатства. 17 июня 2014 года в актёрский состав вошли Кевин Клайн и Мэми Гаммер, назначенные на роли бывшего мужа Рики и разведённую дочь героини. 6 августа 2014 года к фильму присоединился музыкант Рик Спрингфилд, а спустя два дня — Бен Платт. 24 октября 2014 года роль одного из сыновей Рики была отведена Себастиану Стэну.
Начало съёмок было намечено на 1 октября 2014 года, поскольку Стрип долго обучалась игре на гитаре. В итоге они стартовали 13 октября 2014 года в городе Рай. 14 октября Стрип была замечена на съёмках в парикмахерской Numi & Co. Hair Salon, а через три дня — в аэропорту Макартура на Лонг-Айленде. В конце октября работа над фильмом проходила в Йонкерсе, в частности, в баре Barney McNab's. Финальные кадры со свадьбой были сняты в парке Унтермайер в этом же городе. 18 ноября некоторые сцены с участием Стрип снимались в магазине DiCicco’s Market города Харрисон.

## Релиз
Первоначально компания TriStar Pictures назначила выход фильма в США на 26 июня 2015 года. Впоследствии дата релиза была перенесена на 7 августа 2015 года. Мировая премьера состоялась 3 августа 2015 года в Нью-Йорке, а два дня спустя фильм открывал кинофестиваль в Локарно.

## Оценки
Фильм получил смешанно-положительные отзывы критиков. На сайте Rotten Tomatoes он имеет рейтинг 65 % на основе 199 рецензий со средней оценкой 6/10. На Metacritic фильм получил 54 балла из 100 на основе 36 отзывов, что указывает на «смешанные или средние отзывы». Зрители, опрошенные сайтом CinemaScore, поставили ему среднюю оценку B по шкале от A+ до F.
Макс Николсон из IGN оценил киноленту на 7,8 из 10 и описал её как «лёгкая, трогательная, хотя и несколько надуманная история о стареющей рок-исполнительнице, которая воссоединяется со своей семьёй», заодно похвалив игру Стрип и остального актёрского состава. Марк Кермод из The Observer посчитал фильм «запоминающимся», а сценарий Диабло Коди — «сердечным» и «остроумным».
Уэсли Моррис из Grantland отрицательно отозвался о фильме, сочтя его «масштабной фикцией с едва ли хоть одной убедительной сценой». Питер Райнер из The Christian Science Monitor посетовал на не выделяющийся «ничем особенным» сценарий Коди, сославшись на большинство схожих фильмов о бурных семьях.